# Клод Ланзманн: Привиди Шоа
«Клод Ланзманн: Привиди Шоа» (англ. Claude Lanzmann: Spectres of the Shoah) — документальний короткометражний фільм, знятий Адамом Бензіном. Світова прем'єра відбулась 25 квітня 2015 року на міжнародному документальному кінофестивалі Hot Docs. Стрічка є однією з десяти з-поміж 74 заявлених, що увійшли до шортлиста премії «Оскар-2016» у номінації «найкращий документальний короткометражний фільм». Фільм розповідає про життя та працю французького режисера Клода Ланзманна.

## Виробництво
У процесі зйомок, режисер Адам Бензін разом зі своєю командою співпрацював з Меморіальним музеєм Голокосту США для показу широкого кола до цього моменту не показаного матеріалу, який був знятий Клодом Ланзманном під час роботи над «Шоа».

## Визнання
| Нагороди та номінації фільму «Клод Ланзманн: Привиди Шоа» | Нагороди та номінації фільму «Клод Ланзманн: Привиди Шоа» | Нагороди та номінації фільму «Клод Ланзманн: Привиди Шоа»            | Нагороди та номінації фільму «Клод Ланзманн: Привиди Шоа» | Нагороди та номінації фільму «Клод Ланзманн: Привиди Шоа» | Нагороди та номінації фільму «Клод Ланзманн: Привиди Шоа» |
| Рік                                                       | Кінопремія / Кінофестиваль                                | Категорія / Нагорода                                                 | Номінант                                                  | Результат                                                 | Дж                                                        |
| --------------------------------------------------------- | --------------------------------------------------------- | -------------------------------------------------------------------- | --------------------------------------------------------- | --------------------------------------------------------- | --------------------------------------------------------- |
| 2015                                                      | Міжнародний документальний кінофестиваль Hot Docs         | Найкращий середньометражний документальний фільм (Спеціальна згадка) | «Клод Ланзманн: Привиди Шоа»                              | Перемога                                                  |                                                           |
| 2016                                                      | 88-ма церемонія вручення нагороди «Оскар»                 | Найкращий документальний короткометражний фільм                      | «Клод Ланзманн: Привиди Шоа»                              | Номінація                                                 | [ 5 ]                                                     |